# NGC 5665A
NGC 5665A este o galaxie situată în constelația Boarul. A fost descoperită în  de către William Herschel.